# Les Masies de Voltregà
Les Masies de Voltregà és un municipi de la comarca d'Osona i està situada al centre de la regió de l'Alt Ter. El terme limita a l'est amb Torelló i Manlleu, al sud amb Gurb, al sud-oest amb Santa Cecília de Voltregà, a l'oest amb Sant Martí de Sobremunt i al nord-oest amb Orís. Envoltat per les terres del terme municipal de les Masies de Voltregà es troba el municipi de Sant Hipòlit de Voltregà. Es troba dins de la subcomarca del Voltreganès.

## Geografia
- Llista de topònims de les Masies de Voltregà (Orografia: muntanyes, serres, collades, indrets..; hidrografia: rius, fonts...; edificis: cases, masies, esglésies, etc).

El municipi de les Masies de Voltregà, format d'una manera estable a partir del 1801 i originat el 1796, és una demarcació extensa (22,4 km²) que té per frontera est el riu Ter i per límit oest la serra que tanca per ponent la Plana de Vic. La carretera de Barcelona a Puigcerdà, poc o molt paral·lela al Ter, serveix per a unir els petits nuclis de població que formen el municipi, com la Gleva, el Poble-sec i Vinyoles d'Orís; en surten les carreteres o camins veïnals cap els barris secundaris o nuclis de fàbriques del Carrer dels Rampins, Gallifa i el Marquet, Casacuberta, la Farga d'Ordeig o Lacambra, Sant Miquel d'Ordeig i Conanglell.
La casa del comú del municipi, de construcció moderna, es troba al centre, propera a la vila de Sant Hipòlit, al peu del branc que uneix l'esmentada vila amb la carretera general, enfront de Casanoves. A despit del seu nom de les Masies, avui hi predomina l'aspecte industrial, gràcies al Ter, on es crearen d'ençà del segle xix empreses importants. Té, però, també un sector agrícola important, amb masies de tradició mil·lenària.
Cadascuna de les entitats que forma el municipi té la seva història peculiar, però el fonament remot de la seva unitat és el castell de Voltregà. Aquest es troba en un cim de 854 m d'altitud, que forma una avançada de la serra de Ponent de la Plana i que suposa una entrada del terme de les Masies dintre el de Santa Cecília de Voltregà.
L'antic castell de Voltregà és conegut popularment per Sant Martí Xic, a causa de l'esglesiola romànica que hi ha al peu de les roques del castell, en la frau que continua vers el mas del Grau de Sobremunt, la Miranda i el mas Serratosa. Del castell només queden restes de muralles i d'una edificació central rectangular, que té sota seu l'entrada d'un passadís o mina que la tradició popular fa arribar fins a la riera de Sorreigs.

## Història
La seva història arrenca de l'any 902, i durant el segle xi estigué en mans d'un veguer anomenat Sal·la (1055), de la família del senescal Amat Elderic d'Orís (1056-1099), dels Castelló-Cabrera (1240-1329), entre ells la famosa Sibil·la de Saga. Al costat d'aquests senyors principals n'hi hagué d'altres de feudataris, tant en el nivell superior –-bisbes de Vic i Montcades-- com en l'inferior, dels castlans cognominats Sant Hipòlit i Bellestar.

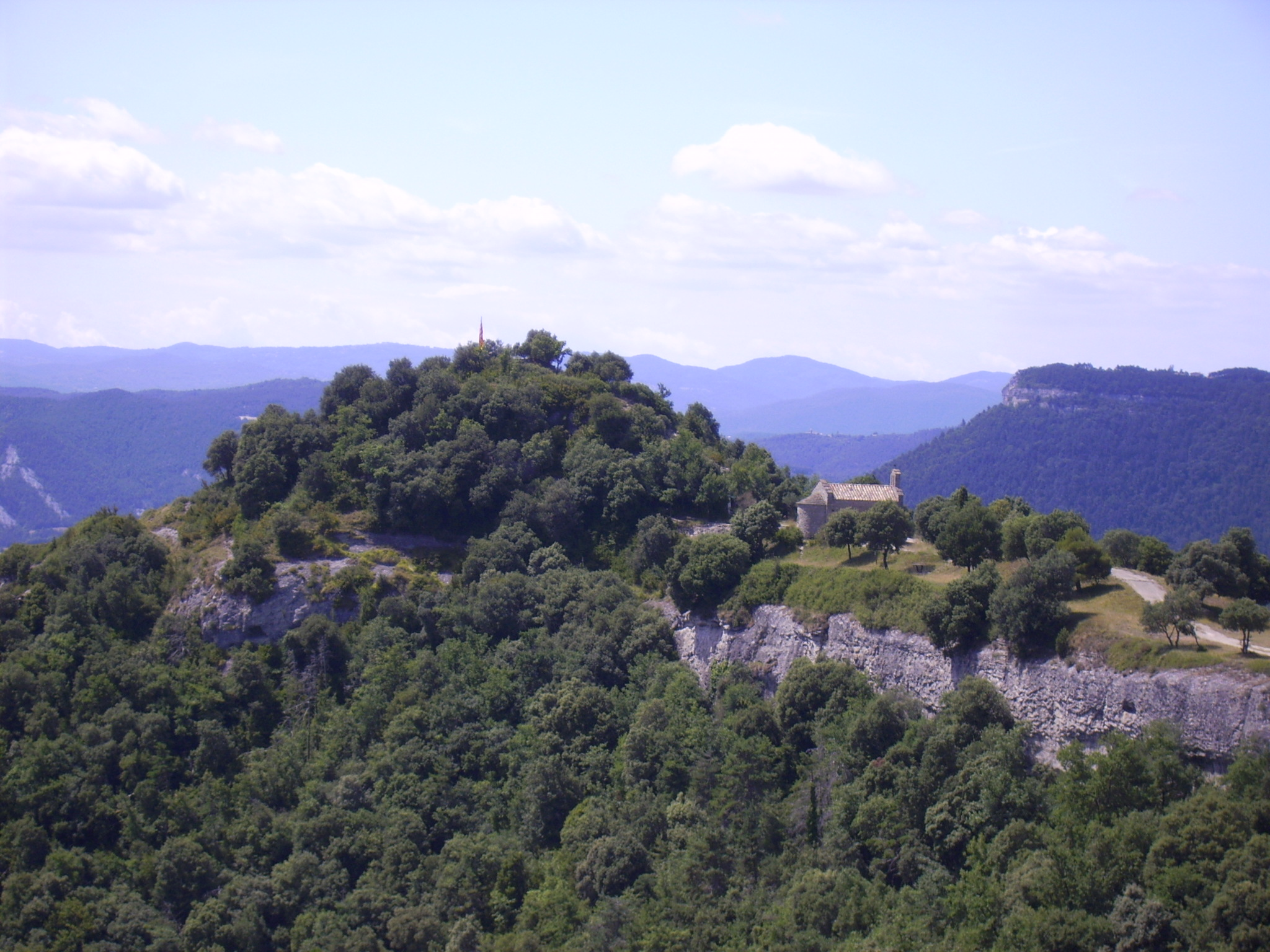
Ermita i castell de Sant Martí Xic

Durant el segle xiv el castell i la jurisdicció passà, per compres successives, als vigatans Andreu Barrat (1348) i Berenguer de Codinacs (1351), el qual va vendre els seus drets a Bernat IV de Cabrera, el futur comte d'Osona. Després dels episodis i les lluites entorn de la creació del comtat d'Osona (1356-72), els Cabrera vengueren el castell, el terme i la jurisdicció (1379) al bisbe i l'església de Vic, que en posseïren el domini i la jurisdicció fins al 1812.
Sant Martí Xic, l'esglesiola de Sant Martí, històricament coneguda per Sant Martí de Voltregà, es troba als peus del castell, i antigament tenia un mur que la deixava dintre un recinte fortificat. L'església actual fou erigida entorn del 1097 i va ser restaurada el 1985 gràcies a la iniciativa de l'Associació Amics de Sant Martí Xic. Es troba, per tant, en un bon estat i manté sencera la seva estructura, d'una petita nau amb absis, i porta a migdia, amb l'afegit d'un campanar de cadireta. Serví com a parròquia, amb terme i rectors propis, fins al segle xiv, quan es fusionà amb la parròquia de Sant Hipòlit de Voltregà. Se'n diu Sant Martí Xic perquè segons contalla popular, és l'església romànica més petita que es coneix, bé que això és totalment fals i és molt probable que aquest nom li fos donat per elació amb l'església veïna de Sobremunt.

### Vinyoles d'Orís
Aquest és el nucli de poblament més important del terme, i es troba al peu de la carretera de Barcelona a Puigcerdà. La població de Vinyoles és formada per tres nuclis, avui dia pràcticament units. La parròquia primitiva i el poblet es trobaven en un petit puig, a 562 m d'altitud, acabat en una placeta on es troba l'església vella de Sant Esteve de Vinyoles, que va originar el nucli inicial. En els pendents de migdia d'aquest puig es crearen dos petits carrerons, que, amb la plaça, formaven tota la població. En èpoques més modernes, a partir del segle xviii, es va formar un carrer ample, que començava a l'hostal de Ca l'Eudalda i ascendia cap al poble, tot al llarg de l'antic traçat del camí ral de Vic a Ripoll i més tard carretera de Barcelona a Puigcerdà, desviada després del 1940 pel traçat que fins avui ha estat renovat i actualitzat constantment, situat més a l'est. Finalment, després de 1950 s'hi va construir un barri fabril modern per als treballadors de La Farga Lacambra, que es va estendre entre l'antic poblet i el Carrer Major i que va donar una forma més arrodonida a la població, que arribà a comptar amb uns 800 habitants.
El punt d'unió d'aquests tres barris fou construïda, a partir del 1950, una església moderna, de pla concèntric i arcs parabòlics, adornada amb pintures murals de l'artista torellonenc Rifà, d'un bon efecte plàstic, i a la qual fou traslladada la parroquialitat de l'antiga església de Sant Esteve.
La parròquia de Vinyoles es va formar entorn de la vila rural de Vineolas, coneguda des de l'any 941. Inicialment pertanyia a la demarcació del castell d'Orís, i li n'ha estat el determinatiu, però des del segle xiii, almenys, depenia de la jurisdicció dels senyors de Voltregà.
L'església de Sant Esteve de Vinyoles d'Orís, documentada d'ençà del 957, fou renovada i consagrada entorn del 1106. Hi subsisteixen íntegrament l'edifici romànic, que des de pot admirar-se novament gràcies a una restauració intel·ligent.
El terme de Vinyoles, amb l'antiga quadra i parròquia de Sant Miquel d'Ordeig, es va constituir com a municipi independent de Sant Hipòlit de Voltregà el 1797, però el 1801 es va integrar en el nou municipi de les Masies de Voltregà.

### Sant Miquel d'Ordeig
Sant miquel d'Ordeig es troba a un parell de quilometres vers l'oest de la població de Vinyoles, a l'esquerra de la riera de Talamanca. El lloc ja existia l'any 976, i la seva església fou donada al monestir d'Amer, que la feu reedificar vers el 1132. Fou parròquia independent, amb una quadra civil que comptava amb 4 masos el 1553 –-Cornelles, el Soler, la Sala i la Rectoria—- i amb sis el 1686. Aquesta quadra es fusionà amb Vinyoles o amb l'ajuntament de les Masies l'any 1840. Hi subsisteix l'església romànica del segle xii, amb una portada nova, construïda el 1636 i que fou restaurada el 1978.

### La Gleva
Dins del terme de les Masies de Voltregà el segon nucli en importància és el que es va formar entorn del santuari de la Mare de Déu de la Gleva, santuari de la Gleva, que centra el poblat del seu nom, compost per tres barris situats a l'entorn del pujolet (476 m alt) on es troba el santuari. Les primeres notícies que se'n tenen daten del 1280. Com la majoria de santuaris, té una tradició que explica la trobada de la imatge que s'hi venera; en aquest cas, per un bou i una pastoreta del veí mas de la Codina, abans anomenat el Pujol. Cap els anys 1320-1327 fou reedificat el santuari, que, després de moltes reformes i ampliacions, fou reemplaçat per l'actual.
Se sap que hi havia algunes cases veïnes al santuari d'ençà del 1670; el poble de la Gleva es va incrementar a la segona meitat del segle xviii amb la formació de tres carrers o barris entorn dels camins que portaven al santuari. Per la seva situació, prop del riu i de la carretera de Barcelona a Puigcerdà i a l'entreforc de carreteres que van a Manlleu i al Lluçanès per Sant Hipòlit, va veure augmentar a la tercera part del segle xx la seva població, que oscil·la al voltant dels 1075 habitants. Una part del poblament correspon a la colònia fabril H. de V. Casacuberta, que, tot i tenir la fàbrica en el municipi de Manlleu, es troba pràcticament a tocar de la Gleva, a l'altra banda del riu.

### El Poble-sec
El Poble-sec és una barriada situada al peu de la carretera de Barcelona a Puigcerdà, a poc més d'un quilòmetre de la Gleva, davant l'empresa La Riva. Consta d'unes poques cases antigues, construïdes a la fi del segle xviii i principis del XIX, i d'una colònia fabril amb una moderna escola. Té un cens aproximat d'uns 525 habitants.

### Conanglell
Aquest és un petit nucli històric de població situat al centre d'un meandre pronunciat del Ter, enfront mateix de Torelló. El lloc és conegut coma vila rural a partir de 1125, i com a torre fortificada i casal de residència de cavallers a partir de 1139. La darrera mestressa del patrimoni, Anna Maria de Malla i de Conanglell, cedí la seva propietat a l'Hospital de la Santa Creu de Vic, que n'és el propietari des del 1736. Entorn del patrimoni dels Conanglell es va formar una quadra autònoma que comptava amb quatre famílies el 1840, quan es va refondre amb el municipi de les Masies de Voltregà. Des del 1857 Conanglell fou ocupat per diferents serveis de l'exèrcit: cos d'enginyers, secció de remunta, etc. Aquests reedificaren l'església de Santa Bàrbara, sense cap mèrit i avui abandonada, així com la Casa Gran, de reminiscències gòtiques, i altres dependències. En aquest espai últimament s'hi han edificat unes poques cases unifamiliars.

### Altres nuclis
La resta de nuclis o agrupaments de població, com el Carrer dels Rampins o de la Borrissola, o el Carrer de Prússia, nasqueren de l'adjunció d'algunes cases de tipus rural, i no prosperaren.
A part d'aquests nuclis i les indústries de la vorera del Ter, el municipi compta amb moltes i importants masies històriques i de tradició, com Gallifa, les Quintanes, Ordeig, Casanoves, Serratosa, Puig-Serinanell, el Pou, la Codina, Masferrer, la Roca, Camps, Baulenes, etc.
La masia de Gallifa, la descendència dels amos de la qual s'extingí a finals del segle xx, ha passat una bona part del seu patrimoni a obres benèfiques i socials; Ordeig es va convertir en una torre residencial, on destaca la manera de construir de l'arquitecte Josep Maria Pericas; el gran mas de les Quintanes va passar a ésser propietat d'una entitat bancària, i ara és un centre d'experimentació rural i seu d'unes importants Escoles Familiars Agràries (Efa Quintanes).
Serratosa, Masferrer, Cornudella, Serinanell i moltes altres masies més humils continuen la seva tradició de velles masies benestants, amb grans casals dignes d'estudi i conservació.

### La indústria
Entre les indústries del Ter cal esmentar especialment la colònia Lacambra o la Farga d'Ordeig, nascuda a finals del segle xix de la fusió d'una antiga fàbrica de filats i d'una farga d'aram. Hi arribaren a treballar abans de la crisi més de tres-cents obrers, i era especialitzada en calderes per a màquines de vapor i entre d'altres objectes d'aram per a les indústries. Els seus propietaris els Lacambra, foren ennoblits amb el títol de comtes per Alfons XIII, l'any 1927.
Les altres empreses tèxtils del Ter, com el Marquet i Gallifa o La Riva, abans de la crisi donaven feina a un miler d'obrers, i altres indústries més modernes, com les Creacions Alba, de mobles metàl·lics, i Agric SA, de maquinària agrícola, ajuden aquest municipi peculiar a conservar un cens estable i fins i tot assolir un augment moderat de població.
| Entitat de població    | Habitants (2024) |
| la Gleva               | 1.200            |
| Vinyoles d'Orís        | 663              |
| el Despujol            | 652              |
| el Poble-sec           | 522              |
| Conanglell             | 92               |
| les Masies de Voltregà | 57               |
| Gallifa                | 34               |
| Borrissola             | 32               |
| Quintanes              | 19               |
| Sant Miquel d'Ordeig   | 16               |
| el Pou                 | 4                |
| la Colònia Lacambra    | 1                |
| Font: Idescat          |                  |

## Demografia
| 1497 f | 1515 f | 1553 f | 1717 | 1787 | 1857  | 1877  | 1887  | 1900  | 1910  |
| ------ | ------ | ------ | ---- | ---- | ----- | ----- | ----- | ----- | ----- |
| 13     | 8      | 11     | 159  | 219  | 1.085 | 1.351 | 1.038 | 1.451 | 1.464 |

| 1920  | 1930  | 1940  | 1950  | 1960  | 1970  | 1981  | 1990  | 1992  | 1994  |
| ----- | ----- | ----- | ----- | ----- | ----- | ----- | ----- | ----- | ----- |
| 1.740 | 1.977 | 1.905 | 1.820 | 2.035 | 2.131 | 2.379 | 2.483 | 2.505 | 2.505 |

| 1996  | 1998  | 2000  | 2002  | 2004  | 2006  | 2008  | 2010  | 2012  | 2014  |
| ----- | ----- | ----- | ----- | ----- | ----- | ----- | ----- | ----- | ----- |
| 2.585 | 2.608 | 2.703 | 2.883 | 3.006 | 3.125 | 3.189 | 3.226 | 3.144 | 3.186 |

| 2016  | 2018  | 2020  | 2022  | 2024  | 2026 | 2028 | 2030 | 2032 | 2034 |
| ----- | ----- | ----- | ----- | ----- | ---- | ---- | ---- | ---- | ---- |
| 3.170 | 3.124 | 3.132 | 3.133 | 3.292 | -    | -    | -    | -    | -    |

## Llocs d'interès
- Santuari de la Mare de Déu de la Gleva
- Museu del Coure[1]
- Sant Esteve de Vinyoles d'Orís[2]

## Fets històrics
- El 1714, durant la campanya catalana de la guerra de successió espanyola, hi tingué lloc un combat entre les tropes catalanes i les tropes borbòniques que se saldà amb la massacre de diversos presoners de guerra. Aquests successos són coneguts amb el nom de Fets de la Gleva